# Jan IV. (papež)
Jan IV. (??, Dalmácie – 12. října 642) byl papežem od 24. prosince 640 až do své smrti.

## Život
Papežem byl zvolen po čtyřměsíčním období sedisvakance a jeho pontifikát trval necelé dva roky. Pocházel z Dalmácie, byl synem právníka jménem Venantius. Církev (a latinské obyvatelstvo vůbec) tehdy Dalmácii velice trpěla v důsledku nájezdů Avarů a následně příchodu Slovanů, Jan IV. proto svou vlast podporoval materiálně i morálně – zajistil přenos ostatků významných dalmatských světců do Říma a usiloval o pokřesťanštění dalmatských Slovanů. Odsoudil také monotheletismus jako herezi.

## Odkazy

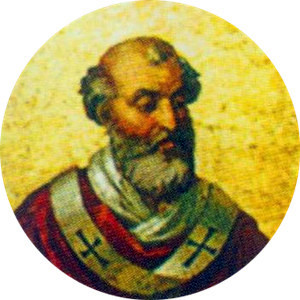
Portrét papeže Jana IV. v bazilice sv. Pavla za hradbami